# Гроші до зарплати
Гроші до зарплати (також відомі як позика до зарплати, мікрокредит, мікропозики, англ. payday loans, PDL) — один з видів короткострокового споживчого кредиту, що надається за спрощеною процедурою й без застави.

## Історія
Механізм мікрофінансування вперше запровадив бангладеський економіст Мохаммад Юнус для подолання бідності. Його Грамін Банк видавав невеликі кредити селянам за низькими ставками без застави. 2006 року за внесок у боротьбу зі злиднями Юнуса нагородили Нобелівською премією миру.
Однак із часом ідея, запропонована Юнусом, переросла в хижацький бізнес. У багатьох країнах на ринках мікрокредитів було запроваджено жорсткі регуляторні заходи, зокрема, обмеження відсоткових ставок та сум позик, заборона надання мікрокредитів людям без стабільного джерела доходів (студентам, безробітним, особам, що не досягли 18 років) і навіть повна заборона такого кредитування.
Наприклад, у США станом на 2014 рік кредити до зарплати були дозволені у 28 штатах, у 8 штатах діяли обмеження, а в 14 штатах та в окрузі Колумбія така форма кредитування була заборонена.

## В Україні
Небанківське споживче кредитування в Україні розпочалося на початку 2010 років. Кредити видавали переважно готівкою, частка онлайн-кредитів (у безготівковій формі на банківську картку) становила менше 10 %.
Галузь стабільно розвивалася. Потенційних позичальників залучали переважно зовнішньою рекламою та за допомогою сарафанного радіо. 2012-го року лідери ринку видавали до 40 000 кредитів на рік. Значний поштовх такому кредитуванню надало банкрутство кількох великих банків. Ухвалення Закону «Про електронну комерцію» (восени 2015-го) призвело до бурхливого розвитку онлайн-сегменту.
Протягом 2014—2016 років зростання в секторі небанківського короткострокового кредитування становило близько 60 % на рік.
Наприкінці 2016 року було ухвалено Закон України «Про споживче кредитування», який передбачав впорядкування галузі. Зокрема, Закон передбачав надання потенційному позичальнику паспорта кредиту, в якому чітко зазначено відсоткову ставку, й обмежував пеню на рівні подвійної облікової ставки НБУ (на той час вона становила 12,5 % річних). Проте дія Закону не поширювалася на кредити строком до 30 днів і, відповідно, на «кредити до зарплати» обмеження не розповсюджувалися.
2017 року було зафіксовано стрімке зростання обсягу кредитування фінансовими компаніями — обсяги зросли більше ніж у 4,5 рази.
Переважну частку цих кредитів становили саме «кредити до зарплати» (англ. payday loans). На думку фахівців головна загроза таких кредитів полягала в непомірно високих процентних ставках. У 2016 році середня ставка за подібними кредитами становила близько 238 % річних (у банках ставки за готівковими та картковими кредитами були значно меншими — 30—50 %). У разі скорочення своїх доходів позичальник не мав змоги компенсувати такі ставки і ризикував потрапити в кредитну залежність.
У рекламі ж ставки таких позик виглядали цілком прийнятними: перший кредит часто видавали під 0,01 % на день. У споживачів могло скластися хибне уявлення про низьку вартість таких кредитів, і це спонукало їх позичати повторно. Однак наступні позики видавали вже під «драконівські відсотки» — у більшості компаній це 1,5–2 % на день. Тобто, реальна ставка становила 500—700 % на рік, а в разі прострочення повернення додавалися штрафи, пеня й обслуговування кредиту виливалося в «позахмарні» суми.

### Державне регулювання
Станом на жовтень 2019 в Україні було зареєстровано близько 2000 небанківських установ, з них — близько 1000 фінансових компаній, більше 50 з яких надавали споживчі позики, більшість з яких видають їх онлайн. Ліцензії надавала Нацкомфінпослуг.
Мікрофінансові організації включали до загальної категорії фінансових компаній, але можна було визначити такі особливості[джерело?]:
- націленість на фізичних осіб у скрутному фінансовому становищі, безробітних, тих, що мають прострочені банківські кредити
- здебільшого відсутність офісу (кредитування онлайн)
- автоматичне прийняття рішення про надання позики
- здебільшого відсутність перевірки позичальника, ігнорування кредитної історії
- короткий строк кредитування (до 30-45 днів)
- щоденне нарахування відсотків (1-2 % на день, 400—700 % на рік)
- маленька сума (5-10 тисяч гривень)

З 1 липня 2020 року нагляд за МФО перейшов до НБУ. Метою такої реорганізації було посилення контролю за мікрофінансовими організаціями, більш ефективний захист прав споживачів (тобто, позичальників) та збільшення прозорості роботи МФО.
15 вересня 2020 року ВРУ ухвалила закон, за яким правила споживчого кредитування стали поширюватися й на «кредити до зарплати» (тобто, і на кредити, строком до 30 днів, і на кредити, сумою до мінімальної зарплати). З 2021 року заборонялося збільшення процентної ставки, штрафи та пеня обмежувалися подвійною позиченою сумою. Це рішення було спричинене стрімким зростанням попиту на мікрокредитування і необхідністю унормування сфери.

### Приклади
- «Просто Позика» — компанія створена 2014 року, має 30 філій по всій Україні, пропонує кредити від 2 до 50 тис. грн. Власник — Андрій Манучаров, громадянин Росії (з 2014)[14].
- «Тайм Кредит» — компанією володіє дружина Андрія Манучарова Наталія, , має паспорт РФ із 2015 року[15].